# Rotox
Rotox is een videospel voor dat werd ontwikkeld door Creative Materials en uitgebracht door U.S. Gold. Het spel kwam in 1990 uit voor de Commodore Amiga en de Atari ST. Een jaar later volgde een release voor DOS. Het spel speelt zich af in de 22e eeuw. Luitenant Kowoiski, een huurling van Solar Exploration Co. is dodelijk gewond geraakt. Hij werd naar de Cyborg Research Facility gebracht en is daar omgebouwd tot een robot genaamd Rotox (RemOTe Off world Xenoprobe). De speler bestuurt deze robot en moet elke mechanische levensvorm binnen een level uitroeien. Het speelveld wordt met bovenaanzicht getoond. Elk level bestaat uit negen sectoren. Het spel is Engelstalig.

## Platforms
| Jaar | Platform        |
| ---- | --------------- |
| 1990 | Amiga, Atari ST |
| 1991 | DOS             |

## Ontvangst
| Beoordeeld door | Platform | Datum          | Score |
| --------------- | -------- | -------------- | ----- |
| CU Amiga        | Amiga    | juni 1990      | 97%   |
| Zzap!           | Amiga    | juli 1990      | 88%   |
| Amiga Format    | Amiga    | juli 1990      | 84%   |
| ST Format       | Atari ST | mei 1992       | 61%   |
| Amiga Joker     | Amiga    | september 1990 | 57%   |
| Power Play      | Amiga    | juli 1990      | 43%   |
| Power Play      | DOS      | oktober 1990   | 40%   |
| Amiga Power     | Amiga    | mei 1991       | 17%   |